# Hōmei Iwano
Hōmei Iwano (japonès: 岩野 泡鳴, Iwano Hōmei; Awaji, 20 de gener de 1873-9 de maig de 1920) és un escriptor i traductor naturalista japonès.
Volgué ser missioner cristià, però finalment es decantà per la literatura. Després de poemaris i drames kabuki sense èxit, publicà drames poètics (Shintaishi no sahō, 1907; Shintaishi shi, 1907-08) i textos d'anàlisis de literatura (Shimpiteki hanjū shugi, 1906; Shin shizen shugi, 1908). A partir del 1909, escriví novel·les autobiogràfriques com Tandeki (1909) o Hōmei gobusaku (1911).
Traduí a Plutarc.